# NGC 3818
NGC 3818 est une galaxie elliptique située dans la constellation de la Vierge. NGC 3818 a été découverte par l'astronome germano-britannique William Herschel en 1785.

## Caractéristiques
Sa vitesse par rapport au fond diffus cosmologique est de 2 069 ± 27 km/s, ce qui correspond à une distance de Hubble de 30,5 ± 2,2 Mpc (∼99,5 millions d'al).
À ce jour, une vingtaine de mesures non basées sur le décalage vers le rouge (redshift) donnent une distance de 37,115 ± 9,697 Mpc (∼121 millions d'al), ce qui est à l'intérieur des valeurs de la distance de Hubble. Notons cependant que c'est avec la valeur moyenne des mesures indépendantes, lorsqu'elles existent, que la base de données NASA/IPAC calcule le diamètre d'une galaxie et qu'en conséquence le diamètre de NGC 3818 pourrait être d'environ 18,1 kpc (∼59 000 al) si on utilisait la distance de Hubble pour le calculer.